# Yanagita Miyuki
Yanagita Miyuki (柳田 美幸, sinh ngày 11 tháng 4 năm 1981) là một cựu cầu thủ bóng đá nữ người Nhật Bản.

## Đội tuyển bóng đá nữ quốc gia Nhật Bản
Yanagita Miyuki thi đấu cho đội tuyển bóng đá nữ quốc gia Nhật Bản từ năm 1997 đến 2008.

## Thống kê sự nghiệp
| Nhật Bản  | Nhật Bản | Nhật Bản |
| Năm       | Trận     | Bàn      |
| --------- | -------- | -------- |
| 1997      | 3        | 2        |
| 1998      | 0        | 0        |
| 1999      | 7        | 0        |
| 2000      | 3        | 0        |
| 2001      | 1        | 0        |
| 2002      | 10       | 1        |
| 2003      | 3        | 0        |
| 2004      | 11       | 0        |
| 2005      | 9        | 3        |
| 2006      | 15       | 4        |
| 2007      | 14       | 1        |
| 2008      | 15       | 0        |
| Tổng cộng | 91       | 11       |

## Bàn thắng quốc tế
| #   | Ngày                 | Địa điểm                                   | Đối thủ           | Bàn thắng | Kết quả | Giải đấu                          |
| --- | -------------------- | ------------------------------------------ | ----------------- | --------- | ------- | --------------------------------- |
| 7.  | 21 tháng 7 năm 2006  | Sân vận động Hindmarsh, Adelaide, Úc       | Đài Bắc Trung Hoa | 7–1       | 11–1    | Cúp bóng đá nữ châu Á 2006        |
| 8.  | 30 tháng 11 năm 2006 | Sân vận động Grand Hamad, Doha, Qatar      | Jordan            | 1–0       | 13–0    | Đại hội Thể thao châu Á 2006      |
| 9.  | 30 tháng 11 năm 2006 | Sân vận động Grand Hamad, Doha, Qatar      | Jordan            | 8–0       | 13–0    | Đại hội Thể thao châu Á 2006      |
| 10. | 10 tháng 12 năm 2006 | Sân vận động Suheim bin Hamad, Doha, Qatar | Hàn Quốc          | 2–0       | 3–1     | Đại hội Thể thao châu Á 2006      |
| 11. | 12 tháng 8 năm 2007  | Sân vận động Quốc gia, Tokyo, Nhật Bản     | Thái Lan          | 3–0       | 5–0     | Vòng loại Thế vận hội Mùa hè 2008 |